# Добрянский, Анатолий Николаевич
Анатолий Николаевич Добрянский (26 августа 1935, Крикливец Крыжопольского района Винницкой области — 4 марта 2003, Черновцы) — советский и украинский поэт и искусствовед, педагог, переводчик с румынского (И. Георгице, Е. Буков, Ж. Менюк, М. Роман) и русского (С. Есенин). Заслуженный деятель искусств Украины (1997), почётный гражданин города Черновцы (1995).

## Биография
Анатолий Николаевич Добрянский родился 26 августа 1935 года в селе Крикливец в семье учителей. В 1952 году окончил Сокирянскую СШ № 1. В 1957 году окончил филологический факультет Черновицкого университета. Работал литературным редактором газеты «Советская Буковина», и руководил литературной студией при гарнизонном Доме офицеров.
В 1965 году после аттестации Министерства культуры СССР получил удостоверение артиста № 01914. С 1966 года получил специальность «Лектор-искусствовед», дающую право выступать на концертной эстраде.
А 1975 году защитил кандидатскую диссертацию по теме «Пути мировой сонетистики и развитие сонета в украинской литературе».
В 1984—1986 годах работа и. о. заведующего кафедрой украинской литературы.
Скончался в 2003 году и был похоронен на центральном кладбище Черновцов.

## Увековеченье памяти
- В Черновцах именем Анатолия Добрянского названа улица;
- Именем Добрянского названа Муниципальная библиотека им. Анатолия Добрянского[1].

## Семья
- Отец — Николай Єфремович Добрянский — учитель истории, репрессирован в 1937 году, и реабилитирован 1956 году.
- Мать — Феодосия Васильевна Добрянская — учитель.

## Публикации

### Антологии
- Составитель, автор предисловия и примечаний к антологии «Украинский сонет» (К., 1976).

### Книги
- «Лідія Липковська» (Черновцы, 2000);
- «Дивосвіт Василя Шевчука» (Черновцы, 2001;
- «Юморист Николай Савчук» (литературный портрет) (Коломыя, 1999, в соавтор).

### Публикации в сборниках
- «Расцветай, мой край» (Станислав, 1959);
- «Писатели Буковины» (т. 2, Черновцы, 2003).

### Статьи
- Пісня розправляє крила (про розвиток музичного життя на Буковині) // Тези доповідей міжвузівської ювілейної наукової конференції. — Чернівці. — 1965
- Образ нашого сучасника (в репертуарі Харківського українського драматичного театру ім. Т. Г. Шевченка) // Рад. Буковина. — 1968. — 24 липня.
- Бібігуль (нарис про казахську співачку Бібігуль Тулегенову) // Рад. Буковина. — 1969. — 2 квітня;
- Пісня з Сучави (про румунський ансамбль пісні і танцю ім. Ч. Порумбеску) // Рад. Буковина. − 1969. — 18 травня;
- Життя, в акорди перелите (про творчість Станіслава Людкевича)// Рад. Буковина. — 1969. — 26 грудня;
- Вітер з Німану (про ансамбль пісні і танцю «Лєтува») // Музика. — 1970. — № 3;
- Об эмоциональном воздействии на слушателей // Методическая работа и задачи повышения идейно-политического и научного уровня лекционной пропаганды. — Москва — Рига, 1980.
- Дійти до розуму і серця // Трибуна лектора. — 1982. — № 3.
- Режиссёрські принципи В. С. Василька в інсценізації творів Ольги Кобилянської // Народний артист СРСР В. С. Василько і український театр. — Одеса, 1983.
- Будні, що передують святу. Деякі складові культури лекторської праці // Трибуна лектора, — 1983. — № 3.
- Кіно для батьків і дітей. Роздуми про виховання // Рад. Буковина. — 1983. — 11 жовтня.
- Зачарованість піснею (про творчий шлях Андрія Кушніренка) // Рад. Буковина. — 1983.- 16 жовтня.
- Джерело правди і краси. Радянська драматургія на канадській сцені // Рад. Буковина.- 1986. — 23 квітня (у співавторстві з канд. мистецтвознавства М. Костишиною).
- Театр Анатолія Паламаренка // Рад. Буковина. — 1986. − 28 травня.
- Незабутні зустрічі (про творчий шлях Марії Бієшу) // Рад. Буковина. — 1986. — 5 жовтня
- Випробування класикою (Репертуар Молдавського театру опери і балету) // Рад. Буковина. — 1986. — 31 жовтня.
- Виховання красою. Думки після звітного концерту // Рад. Буковина. — 1987. — 3 червня.
- Зерно з рідної ниви (Мелодрама Сидора Воробкевича «Гнат Приблуда») // Рад. Буковина. — 1987. — 20 січня.
- «Чи любите ви театр?..» // Рад. Буковина. — 1988. — 26 березня.
- Лицар української пісні (про Володимира Івасюка) // Рад. Буковина. — 1989. — 4 березня.
- Пісні любові і печалі (про творчість єврейського композитора Лейба Левіна) // Рад. Буковина. — 1990. — 17 лютого.
- Солов’яненко на Буковині // Рад. Буковина. — 1990. — 2 червня.
- Перша державна музична (про розвиток музичної освіти на Буковині) // Рад. Буковина. — 1990. — 17 червня.
- Елегії люблячого серця (про книгу Михайла Івасюка — «Елегії для сина») // Голос України. − 1992. — 1 серпня.
- «Життя моє — не таємниця…» (про творчість Михайла Осадчого) // Буковинське віче. — 1993. − 14 квітня.
- Браво, маестро! Роздуми після гастролей А. Солов’яненка // Буковина. — 1993. — 26 травня.
- Незабутня (про мистецтво Сіді Таль) // Сиди Таль в воспоминаниях современников. — М., 1993.
- Пам’яті Михайла Осадчого // Буковинське віче. — 1994. — 13 липня.
- Його незгасна зоря. Пам’яті Олеся Гончара // Буковина. — 1995. − 22 липня.
- Недремна думка і перо невтомне (про поета і вченого Богдана Мельничука) // Буковина. — 1997. — 19 лютого.
- Чесно пройдені дороги (про художнього керівника філармонії Остапа Савчука) // Буковина. — 1997. — 19 березня.

## Автор текста к музыкальным произведениям
- «Эй, пойду на Черемош» (композитор Г. Шевчук)
- «Девичьи мечты» (композитор С. Сабадаш)
- «Мечты» (композитор Л. Затуловский).
- Одноактная опера «Буковинская весна» (композитор А. Кушниренко).